# 식탁 돌림판

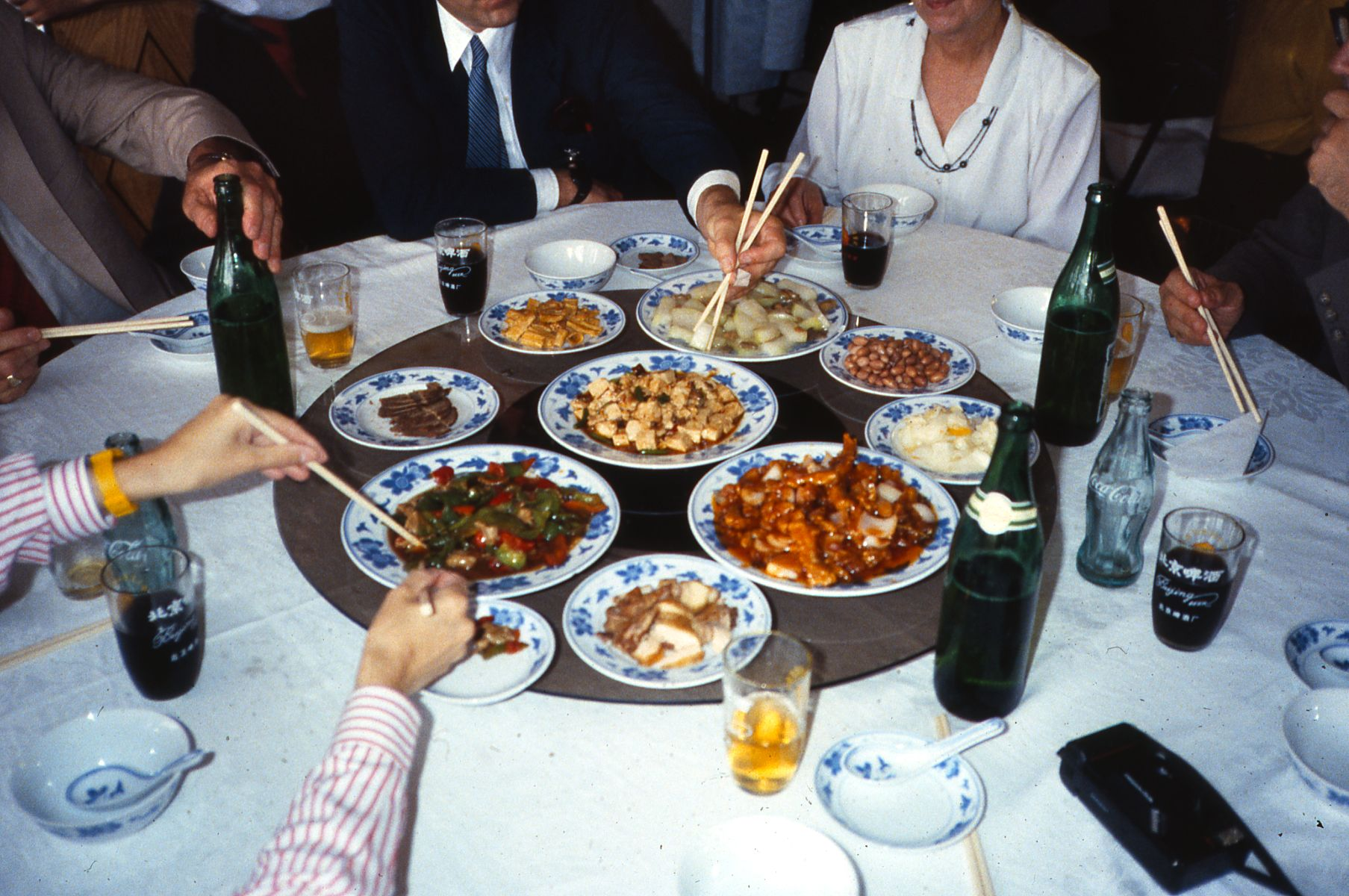
식탁 돌림판

식탁 돌림판(食卓--板, 중국어 간체자: 餐桌转盘, 정체자: 餐桌轉盤, 병음: cānzhuō zhuànpán 찬줘 좐판[*]→식탁 돌림 쟁반, 영어: Lazy Susan 레이지 수전[*]→게으른 수전)은 식탁에 설치된 돌림판 또는 쟁반이다. 중국 음식점에서 흔히 볼 수 있다.

## 사진

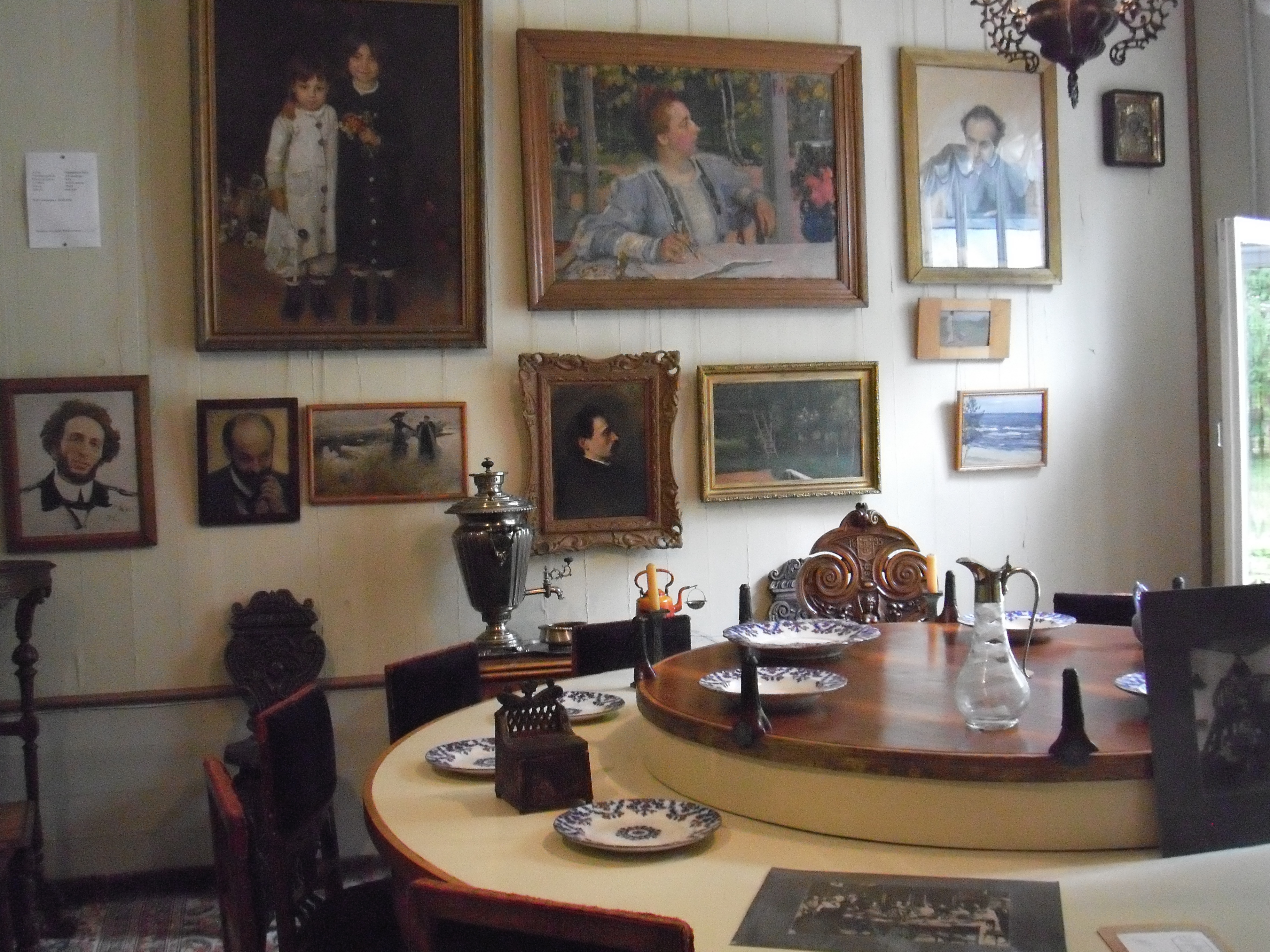
돌림판이 설치된 식탁

## 같이 보기
- 원탁